# Vicky Cristina Barcelona
Vicky Cristina Barcelona é um filme de comédia dramática e comédia romântica de 2008, escrito e dirigido por Woody Allen, e estrelado por Rebecca Hall, Scarlett Johansson, Javier Bardem e Penélope Cruz. O enredo gira em torno de duas mulheres americanas, Vicky e Cristina, que passam um verão em Barcelona, onde encontram um artista, Juan Antonio, que se sente atraído por ambas, ainda enamorado de sua ex-mulher mentalmente e emocionalmente instável, María Elena. O filme foi filmado na Espanha em Barcelona, Avilés e Oviedo, e foi o quarto filme consecutivo de Allen rodado fora dos Estados Unidos.
O filme estreou no Festival de Cinema de Cannes de 2008 e recebeu um lançamento geral mundial que começou em 15 de agosto de 2008, nos Estados Unidos, e continuou em vários países até o lançamento em junho de 2009 no Japão. O filme recebeu quatro indicações nos Prêmios Globo de Ouro de 2009, incluindo indicações para Bardem, Hall e Cruz de Melhor Ator, Melhor Atriz e Melhor Atriz Coadjuvante, respectivamente, e ganhou o prêmio de Melhor Filme - Musical ou Comédia. Cruz venceu tanto o Óscar de melhor atriz secundária quanto o BAFTA de Melhor Atriz em um Papel de Apoio. No total, o filme ganhou 25 das 56 indicações.
Em julho de 2009, o filme arrecadou US$96 milhões em todo o mundo; em relação ao seu orçamento de US$15 milhões, um sucesso de bilheteria e um dos filmes mais lucrativos de Allen.
O escritor espanhol Alexis de Vilar entrou na justiça espanhola em 2009 alegando que Vicky Cristina Barcelona tem muitas semelhanças e "numerosas coincidências e paralelismos" e têm similaridades no roteiro, locações, personagens e até na época em que se passa com seu romance Goodbye, Barcelona, escrito e registrado em 1987.

## Sinopse
Vicky (Rebecca Hall) e Cristina (Scarlett Johansson) são duas americanas que viajam para Barcelona em férias por três meses. As duas amigas têm visões opostas sobre a vida e o amor. Vicky, que estuda a cultura catalã para seu mestrado, irá se casar em breve. Cristina ainda busca uma vocação.
Em Barcelona, conhecem Juan Antonio (Don Jon) (Javier Bardem), ex-marido da temperamental pintora Maria Elena (Penélope Cruz), que as convida para um fim-de-semana em Oviedo. Este fim-de-semana mudará o rumo das férias.

## Elenco
| Ator/Atriz         | Papel                  |
| ------------------ | ---------------------- |
| Rebecca Hall       | Vicky                  |
| Scarlett Johansson | Cristina               |
| Javier Bardem      | Juan Antonio (Don Jon) |
| Penélope Cruz      | María Elena            |
| Chris Messina      | Doug                   |
| Patricia Clarkson  | Judy Nash              |
| Kevin Dunn         | Mark Nash              |
| Julio Perillán     | Charles                |
| Pablo Schreiber    | Ben                    |
| Manel Barceló      | Doutor                 |
| Zak Orth           | Adam                   |

## Produção
Em 2007, a controvérsia surgiu na Catalunha (Espanha) porque o filme foi parcialmente financiado com dinheiro público; A prefeitura de Barcelona forneceu um milhão de euros e o Generalidade da Catalunha (Governo da Catalunha) meio milhão, ou dez por cento do orçamento do filme.
Esta foi a terceira vez que Johansson e Allen trabalharam juntos, seguindo Match Point (2005) e Scoop (2006). Isso também marcou a segunda vez que Johansson e Hall trabalharam juntos, a primeira vez em The Prestige (2006).
O filme contou com várias pinturas do artista catalão Agustí Puig e incluiu vários exemplos do trabalho do arquiteto Antoni Gaudí, incluindo seu Parque Güell.

## Recepção
O filme tem uma taxa de aprovação de 81% no Rotten Tomatoes com base em 208 avaliações, com uma pontuação média de 6,93/10. O consenso do site diz: "Uma tragicomédia sedutora, Vicky Cristina Barcelona encanta com belas vistas da cidade espanhola e um elenco maravilhosamente bem combinado". Em base de 36 avaliações profissionais, alcançou uma pontuação de 70% no Metacritic.
Scott Tobias escreveu em The A.V. Club que era "um filme espirituoso e ambíguo que é ao mesmo tempo inebriante e repleto de tristeza e dúvida". Richard Roeper sugeriu que Cruz deveria receber uma indicação ao Oscar por seu papel. Mick LaSalle do San Francisco Chronicle elogiou o filme como "o trabalho de um artista confiante e maduro", referindo-se a Allen.

### Dez melhores listas
O filme apareceu em listas dos dez melhores dos críticos dos melhores filmes de 2008.
- 5th – David Denby, The New Yorker[22]
- 5th – Ray Bennett, The Hollywood Reporter[22]
- 5th – Robert Mondello, NPR[22]
- 7th – Joe Morgenstern, The Wall Street Journal[22]
- 7th – Keith Phipps, The A.V. Club[22]
- 7th – Kyle Smith, New York Post[22]
- 7th – Steve Rea, The Philadelphia Inquirer[22]
- 8th – Mick LaSalle, San Francisco Chronicle[22]
- 9th – Carrie Rickey, The Philadelphia Inquirer[22]
- 10th – Michael Sragow, The Baltimore Sun[22]

## Prêmios e indicações
O filme ganhou o Globo de Ouro de melhor filme de comédia ou musical. Penélope Cruz ganhou o Independent Spirit Award de melhor atriz coadjuvante e Javier Bardem foi indicado para Prêmio Independent Spirit de Melhor Ator e Woody Allen ganhou seu primeiro Independent Spirit Award de Melhor Roteiro e foi indicado ao prêmio Writers Guild of America de Melhor Roteiro Original.
Penélope Cruz ganhou o prêmio de Melhor Atriz Coadjuvante de várias organizações, incluindo: Óscar de melhor atriz secundária, British Academy of Film and Television Arts, Sociedade de Críticos de Cinema de Boston, Prêmio Goya de melhor atriz coadjuvante, Kansas City Film Critics Circle Award, Associação de Críticos de Cinema de Los Angeles, National Board of Review de Melhor Atriz Coadjuvante, Associação de Críticos de Nova Iorque e a Southeastern Film Critics Association. Penélope Cruz também recebeu o prêmio de melhor atriz de 2009 do Festival Internacional de Cinema de Santa Bárbara.
Oscar
- Venceu na categoria de Melhor Atriz Coadjuvante (Penélope Cruz).[31]

Globo de Ouro
- Venceu na categoria de Melhor Filme - Comédia ou Musical
- Indicado nas categorias de Melhor Ator - Comédia ou Musical (Javier Bardem), Melhor Atriz - Comédia ou Musical (Rebecca Hall) e Melhor Atriz Coadjuvante (Penélope Cruz)[32][33]